# Dietrich Reinkingk
Dietrich Reinkingk, född 10 mars 1590 i Windau, död 15 december 1664 i Glückstadt, var en tysk jurist och dansk kansler.
Reinkingk var 1617–18 e.o. professor i Giessen och innehade därefter olika ämbeten. År 1648 blev han kansler för regeringskansliet för Slesvig-Holstein i Glückstadt, 1650 president för överappellationsrätten i Pinneberg. I kungariket Danmark ägnade han sig bland annat åt processen mot Corfitz Ulfeldt. Reinkingks roll i statskuppen 1660 är inte närmare utredd; ett utkast till en successionsordning utarbetades av honom 1661. 
Som statsrättslig författare tillhörde Reinkingk det förflutna. Monarkin var den bästa regeringsformen, men över alla andra monarkier höjde sig det av Gud inrättade, i Uppenbarelseboken förutsagda tysk-romerska riket, av vilket alla andra var avledda. Guds ord var all regeringskonsts främsta rättesnöre. Hans skrifter vann stor spridning, men är genomgående varken särskilt originella eller djupgående.